# شهرستان هاکلی
شهرستان هاکلی (به انگلیسی: Hockley County) یک شهرستان‌های تگزاس در ایالات متحده آمریکا است که در تگزاس واقع شده‌است. شهرستان هاکلی ۲٬۳۵۴٫۳۱ کیلومتر مربع مساحت دارد.